# Список киноархивов по странам
Это список киноархивов и фильмотек. Киноархивы собирают, реставрируют, исследуют и хранят аудиовизуальный контент, такой какой игровые фильмы, документальное кино, ТВ-программы и новостные хроники. Обычно в каждой стране есть собственный киноархив, хранящий национальное аудиовизуальное наследие. Международная федерация киноархивов (ФИАФ) объединяет в себе более 80 институций из разных стран мира, а Ассоциация европейских киноархивов и фильмотек, основанная в 1991 году, включает в себя 49 европейских национальных и региональных киноархивов.

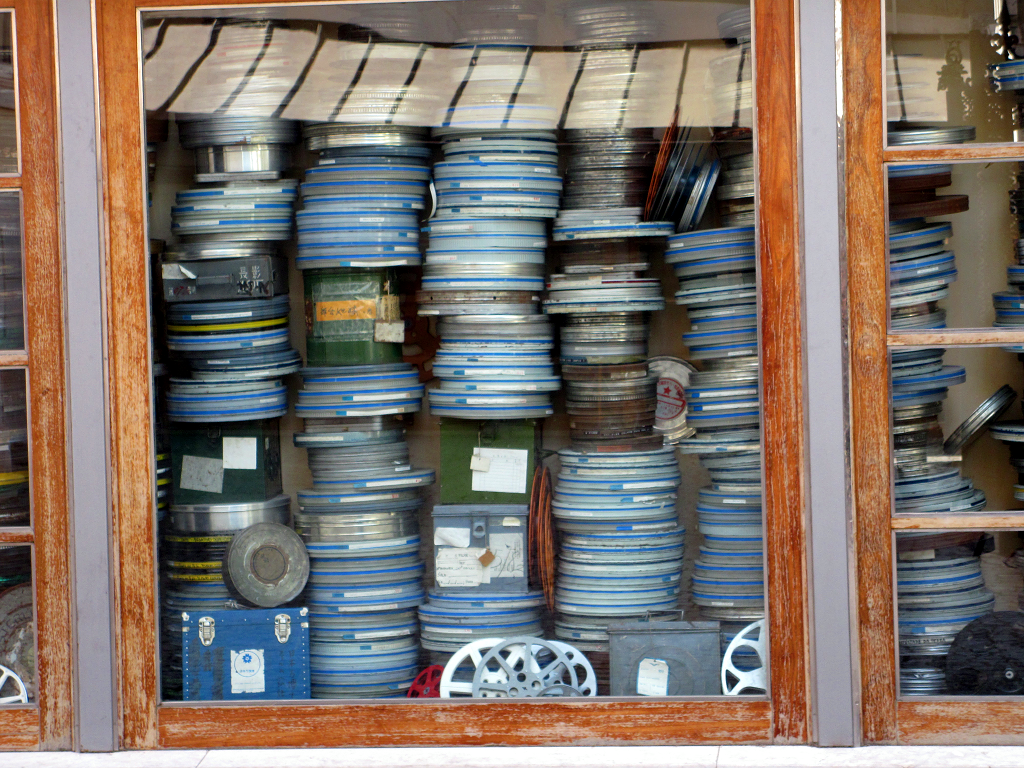
Катушки с пленкой в Португальской фильмотеке

## Международные
- Европейский кинопортал[англ.] — единственный ресурс с доступом к европейским киноархивам и фильмотекам.

## Азербайджан
- Государственный фонд кино Азербайджана

## Великобритания
- Национальный архив BFI

## Россия
- Госфильмфонд России
- Российский государственный архив кинофотодокументов (РГАКФД)

## Украина
- Национальный центр Александра Довженко

## Франция
- Французская синематека